# Francesco Maffei
Francesco Maffei (* um 1605 in Vicenza; † 2. Juni 1660 in Padua) war ein italienischer Maler des Barock.

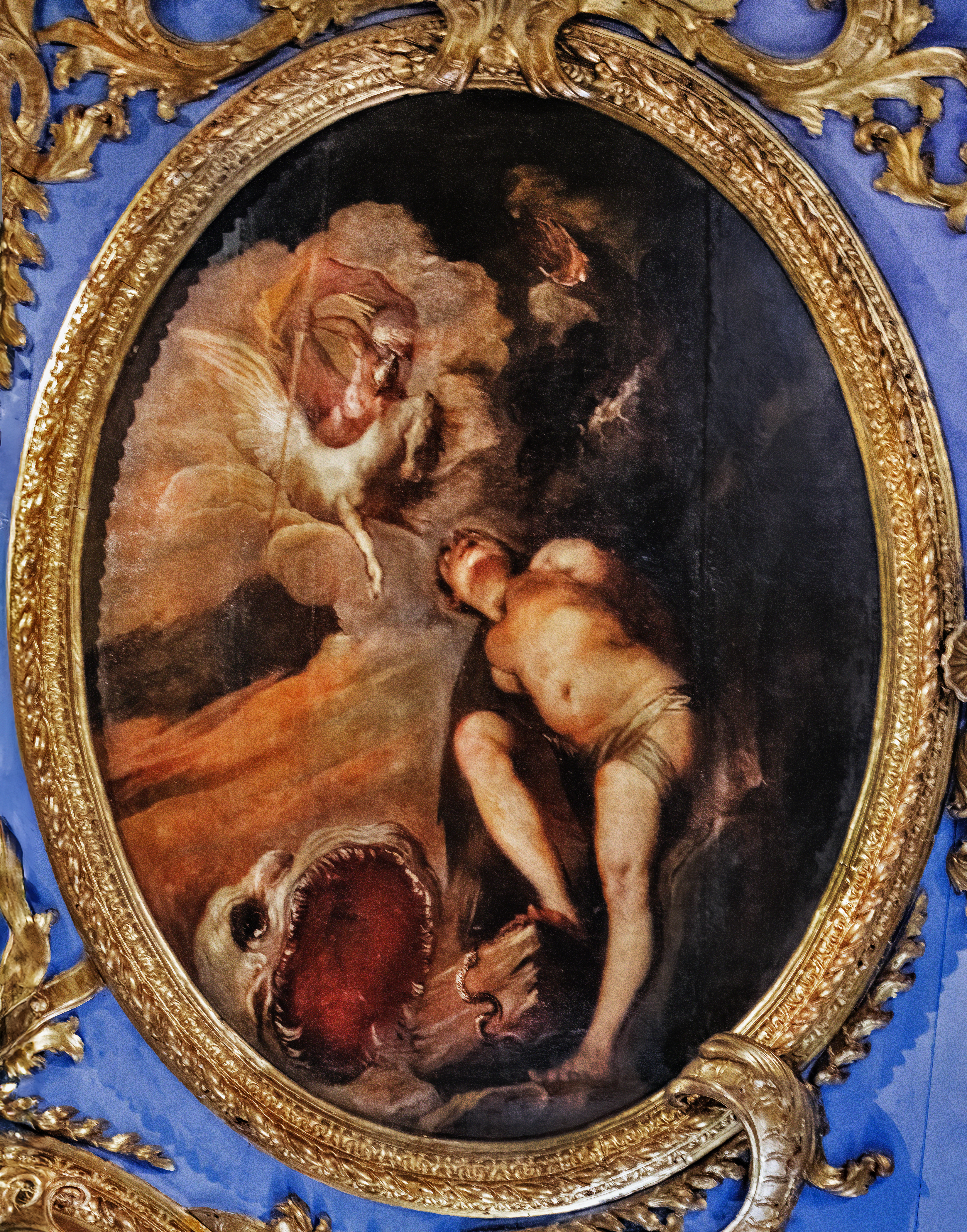
Perseus befreit Andromeda

Er war im manieristischen Stil in der Werkstatt von Alessandro Maganza in Vicenza erzogen und war auch durch Jacopo Tintoretto, Jacopo Bassano und Paolo Veronese beeinflusst. Maffei zog vor 1638 nach Venedig. Durch Vollendung der Deckenfresken in der Chiesa degli Incurabili (zwischen Fresken von Bernardo Strozzi und Padovanino) gelang ihm in Venedig der Durchbruch. In den 1640er Jahren entwickelt er einen eigenen Stil mit teilweise bizarren Zügen (Vertova bezeichnet ihn als phantasievollsten Vertreter des barocken Stils in Venedig). Seine Bilder sind oft reich mit Figuren bevölkert und voller Handlung, zeigen eine Auflösung der Konturen und verdrehte Figuren in ungewöhnlichen Perspektiven.
Neben religiösen Sujets malte er mythologische Motive und Porträts und kopierte klassische Werke zum Beispiel von Tizian und Tintoretto in freiem Stil. Zu seinen Werken gehören Bilder in der Rotonda von Rovigo (1644 bis 1655) und im Palazzo del Podesta in Vicenza.
Er malte außer in Venedig und Vicenza auch in anderen Orten Oberitaliens wie Rovigo, Brescia und Padua, wohin er drei Jahre vor seinem Tod zog.

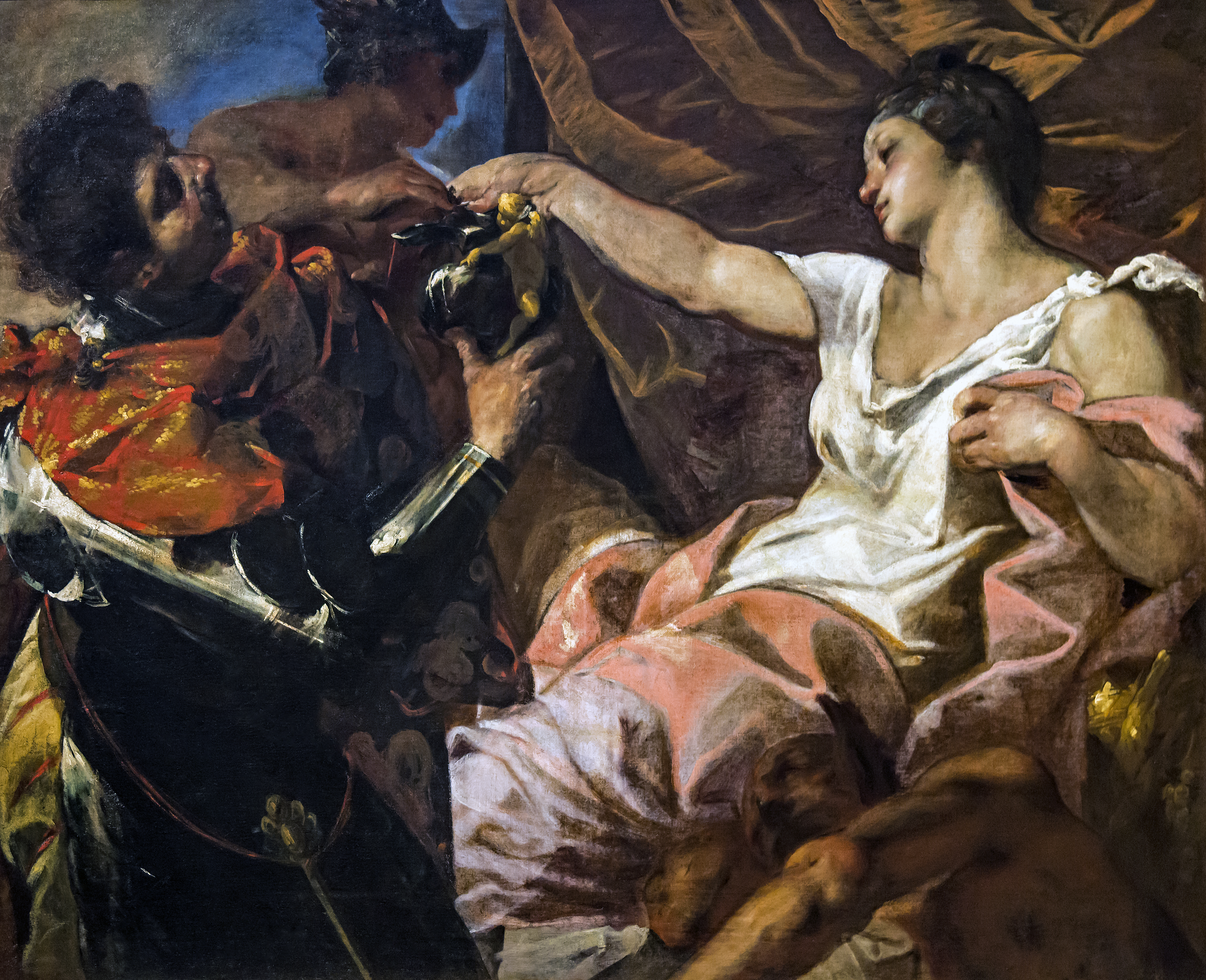
Mythologische Szene
Perseus und Medusa